# Marleen Gorris
Marleen Gorris est une réalisatrice et scénariste néerlandaise née le 9 décembre 1948 à Ruremonde.

## Biographie
Elle est connue pour ses combats féministes et son soutien à la cause des gays et lesbiennes, à laquelle elle fait de nombreux échos dans son œuvre.
Gorris dirige Heaven and Earth, un film sur James Miranda Barry, un chirurgien militaire dans l'armée britannique ; né de sexe féminin, il a choisi de vivre en tant qu'homme pour poursuivre une carrière médicale donc serait en quelque sorte la première femme médecin britannique.

## Filmographie
- 1982 : Le Silence autour de Christine M. (De stilte rond Christine M.)
- 1984 : Broken Mirrors
- 1991 : The Last Island
- 1995 : Antonia et ses filles (Antonia's Line) Oscar du meilleur film étranger
- 1997 : Mrs Dalloway, tiré du roman de Virginia Woolf, Mrs Dalloway
- 2000 : La Défense Loujine, tiré du roman de Nabokov
- 2003 : Carolina
- 2007 : The L Word (1 épisode)
- 2007 : Heaven and Earth
- 2009 : Dans la tourmente

## Récompenses et distinctions
- 68e cérémonie des Oscars : Oscar du meilleur film en langue étrangère pour Antonia et ses filles